# 中曽根弘文
中曽根 弘文（なかそね ひろふみ、1945年〈昭和20年〉11月28日 - ）は、日本の政治家。自由民主党所属の参議院議員（7期）。
外務大臣（第136代）、文部大臣（第126・127代）、科学技術庁長官（第59・60代）、内閣総理大臣補佐官（教育改革担当）（中央省庁再編前・再編後）、通商産業政務次官（第2次海部改造内閣）、参議院憲法審査会長、同情報監視審査会長、同北朝鮮による拉致問題等に関する特別委員長、同懲罰委員長、同教育基本法に関する特別委員長、同予算委員長、同政治倫理審査会長、同国鉄債務処理及び国有林野事業改革特別委員長、同議院運営委員長、同商工委員長、裁判官弾劾裁判所裁判長、自由民主党参議院議員会長（第27代）、同党紀委員長、同参議院政策審議会長、同商工部会長代理、同国会対策副委員長、同群馬県支部連合会会長などを歴任。
父は内閣総理大臣（第71-73代）を務めた中曽根康弘。第48回衆議院議員総選挙で初当選した中曽根康隆は長男。

## 経歴

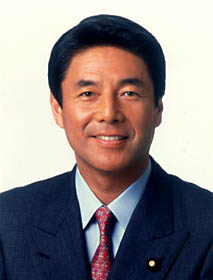
文部科学大臣兼科学技術庁長官在任時の肖像写真（小渕内閣／1999年）

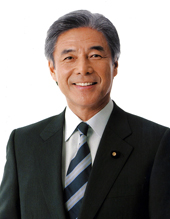
外務大臣就任時に内閣広報室より公表された肖像写真（麻生内閣／2008年）

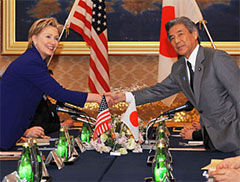
2009年2月17日、飯倉公館にてアメリカ合衆国国務長官ヒラリー・クリントン（左）と

### 生い立ち
中曽根康弘・蔦子夫妻の長男として、終戦直後の1945年11月28日に群馬県高崎市に生まれる。千代田区立永田町小学校（現・千代田区立麹町小学校）、千代田区立麹町中学校、慶應義塾高等学校、慶應義塾大学商学部卒業。称号は商学士。高校・大学では、ホッケー部に所属していた。大学卒業後、1968年、旭化成に入社。1983年退社し、以後は父親の秘書を務める。

### 参議院議員
父が首相だった1986年の衆参同時選挙で参議院選挙に群馬県選挙区から出馬し、初当選した。自民党内では商工族で知られ、通商産業政務次官、参議院商工委員長を歴任した。小渕再改造・第1次森両内閣で文部大臣、科学技術庁長官、原子力委員会委員長を務め、1996年6月には参議院議院運営委員長に就任した。

### 参議院亀井派会長
2004年の参議院選挙後、参議院の森派（当時）幹部は、参議院議員会長に青木幹雄参院幹事長（当時）、参議院議長に中曽根を充てる人事を構想し、中曽根が所属する亀井派（当時）もこれに追随した。しかし、参議院議員会長に就任した青木は事前の約束を反故にし、扇千景を参議院議長に推した。森派会長の森喜朗は当初から扇を推しており、直前まで扇を国土交通大臣に起用していた首相の小泉純一郎も森に同調した。結局、青木の後押しにより扇が参議院議長に就任し、中曽根は参議院予算委員長、参議院亀井派会長になった。
2005年の郵政国会では、参院亀井派会長である中曽根の動向が注目された。衆議院では綿貫民輔や亀井静香ら大物議員が造反し、参議院での可決が微妙な情勢の中で執行部・反執行部双方の説得が続いていた。参議院では郵政法案反対結集の中心人物になりうる大物議員が存在しない状況下で、中曽根が8月5日法案への反対票を投じることを明言し、法案否決への大きな流れを作った。これについて、父・康弘は「息子は私の言うことは聞かない人だから」と評した。首相秘書官の飯島勲は「与党側から18人の反対が出れば否決されるという事情も考慮し、極秘に解散を想定した選挙の準備作業をスタートさせた。解散総選挙を事実上覚悟したのは8月5日金曜日だった。委員会で採決を行った日のことだ。中曽根弘文参議院亀井派会長がはっきりと反対を表明した。」と明かしている。8月8日、郵政民営化法案の参議院本会議では、予告通り反対票を投じ、法案は否決された。しかし、その後の衆議院解散に伴う総選挙で自民党が圧勝したことを受けて、9月12日に法案に賛成する意向を表明し、反対票を投じた参議院旧亀井派の残り10人も賛成に回る、と会見で明らかにした。これを受けて、10月14日の参議院本会議において賛成票を投じ、郵政民営化法案は可決された。その後、国会参議院予算委員長を辞任した。年齢、実績、当選回数から次期参議院議長候補の筆頭に目されていたが、郵政採決での参議院の戦犯と党内で槍玉に挙げられたことから、党内での地位が大幅に低下した。一方、郵政法案に最後まで反対した平沼赳夫は「親子2代の風見鶏」と中曽根の変節ぶりを激しく批判した。
2006年1月、参議院教育基本法に関する特別委員長に就任した。2007年9月、参議院懲罰委員長に就任した。
2008年9月、麻生内閣で外務大臣に就任した。自民党には「参議院議員の入閣は一度きり」という慣例があるが、それを破り、重要閣僚の外務大臣に就任したことは極めて異例である。
2009年8月の衆議院総選挙で自民党は惨敗を喫し、麻生内閣の退陣に伴って外務大臣を退任する。総選挙後、自民党党紀委員長に就任した。2010年4月には、自民党に離党届を提出し、それぞれたちあがれ日本・新党改革の結党に参加した与謝野馨元財務大臣、舛添要一元厚生労働大臣の除名処分を決定した。
自由民主党群馬県支部連合会（群馬県連）では2009年から県連の会長を務めた。

### 第22回参議院議員通常選挙
2010年7月、第22回参議院議員通常選挙に自民党公認で群馬県選挙区から5選を目指し出馬した。群馬県選挙区は前々回の選挙までは2人区であったが、改選議席数が1議席に減ったため、群馬県選挙区は全国で唯一、自民党の中曽根、民主党の富岡由紀夫の現職同士が対決する1人区となった。
中曽根陣営は、選挙対策本部の最高責任者である選挙対策事務長に元首相の福田康夫、選挙対策本部長に小渕優子を据え、他にも群馬県選出の佐田玄一郎や山本一太、自民党公認群馬県知事の大澤正明ら、自民党群馬県連総出の組織型選挙を展開した。福田や小渕が加わったこの選挙対策本部の布陣は、福田赳夫、中曽根康弘、小渕恵三が長年熾烈な争いを繰り広げてきた上州戦争の雪解けの象徴として注目された。
中曽根は民主党の現職富岡由紀夫にダブルスコアの大差をつけ、参議院群馬県選挙区史上最多の55万票を獲得して5選し、群馬県選挙区の議席を死守した。

### 自民党参議院議員会長
この選挙の結果、参議院では再び与野党が逆転したため、野党側から参議院議長、議院運営委員長のポストの獲得を目指す動きが起こり、次期参議院議長候補に山東昭子、尾辻秀久らとともに名前が挙がった。しかし、野党共闘は不調に終わり、自民党は議院運営委員長に参院国会対策委員長の鈴木政二を送り込んだものの、議長のポストは獲得できず、参議院議長には民主党の西岡武夫が選出された。あわせて尾辻秀久が副議長に就任したため、空席となった参議院議員会長に町村・額賀・古賀の3派閥が推す参議院幹事長の谷川秀善が名乗りを上げると、中曽根は「派閥均衡や年功序列によらない人事」を掲げて立候補した。中曽根の出馬により従来の無投票選出の慣例が破られ、8月11日に自民党結党以来初めて、参議院議員会長選挙が実施された。なお、初当選以来一貫して父・康弘が率いる中曽根派及びその後継の派閥（渡辺派 - 村上・亀井派 - 江藤・亀井派 - 亀井派 - 伊吹派）に所属していたが、2010年8月、「脱・派閥」を掲げて参議院議員会長選挙に出馬するために伊吹派を退会した。
参議院自民党の所属議員83人のうち82人（山田俊男は海外出張中であり、期日前投票の制度が設けられていないため棄権）の投票の結果、谷川・中曽根の両者が40票で同数だったためくじ引きが行われ、中曽根が参議院議員会長に就任した。
2010年9月14日、新しい取り組みとして、長時間をかけて今後の党運営や参議院の在り方について党所属参議院議員と自由に意見交換する目的で、自民党参議院議員総会が開催された。旧来の自民党参議院議員総会では、本会議の15分前からスタートして短時間で終わることがほとんどであった。
2011年10月、参院自民党役員人事で当初幹事長の小坂憲次と政策審議会長の山本一太の再任を模索していたが、町村・額賀・古賀3派の反対により断念し、「鴻池祥肇幹事長・山本一太政策審議会長」の人事案を提案するも、議員総会で否決され、人事の再考を余儀なくされる。結局小坂、山本のいずれも退任させ、元国家公安委員会委員長の溝手顕正を参院幹事長に、元内閣官房副長官の岩城光英を参院政策審議会長に、町村・額賀・古賀3派の意向を汲んで起用した。
2013年7月、参議院議員会長を退任した。
2016年の第24回参議院議員通常選挙で6選。
2016年8月19日、山本一太参院議員が自民党群馬県連の会長選に出馬する意向を表明した。中曽根は8月22日、今期限りで県連会長を退任する意向を表明した。会長選に立候補したのは山本のみであったため山本が無投票当選し、中曽根は任期満了日の９月30日で県連会長を退任した。
2022年の第26回参議院議員通常選挙では次点候補にトリプルスコア以上の差をつけて7選。
2024年6月、天皇徳仁・皇后雅子のイギリスへの国賓訪問に首席随員として同行した。

## 政策・主張

### 憲法
- 憲法改正について、2022年のNHK、毎日新聞社のアンケートで「賛成」と回答[23][24]。
- 9条改憲について、2022年の毎日新聞社のアンケートで「改正して、自衛隊の存在を明記すべきだ」と回答[24]。9条への自衛隊の明記について、2022年のNHKのアンケートで「賛成」と回答[23]。
- 憲法を改正し緊急事態条項を設けることについて、2022年のNHKのアンケートで「賛成」と回答[23]。

### 外交・安全保障

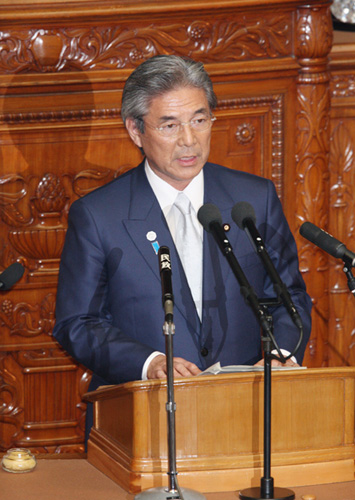
外務演説を行う中曽根（2009年1月28日、衆議院本会議にて）

- 敵基地攻撃能力を持つことについて、2022年のNHKのアンケートで「賛成」と回答[23]。
- 普天間基地の辺野古移設について、2022年の毎日新聞社のアンケートで「賛成」と回答[24]。
- 非核三原則についてどう考えるかとの問いに対し、2022年のNHKのアンケートで「維持すべき」と回答[23]。
- ロシアは2022年2月24日、ウクライナへの全面的な軍事侵攻を開始した[25]。日本政府が行ったロシアに対する制裁措置についてどう考えるかとの問いに対し、2022年のNHKのアンケートで「適切だ」と回答[23]。同年の毎日新聞社のアンケートで「制裁をより強めるべきだ」と回答[24]。
- 2022年6月7日、政府は経済財政運営の指針「骨太方針」を閣議決定した。NATO加盟国が国防費の目標としている「GDP比2％以上」が例示され、防衛力を5年以内に抜本的に強化する方針が明記された[26]。「防衛費を今後どうしていくべきだと考えるか」との問いに対し、2022年のNHKのアンケートで「ある程度増やすべき」と回答[23]。
- 北朝鮮に対して対話よりも圧力を優先することにどちらかと言えば賛成[27]。
- 日米安保体制の強化に賛成[27]。
- 「日本にとって中国はパートナーである」という意見よりも「日本にとって中国は脅威である」という意見に賛成[27]。

### ジェンダー
- 選択的夫婦別姓制度の導入について、2022年のNHKのアンケートで「反対」と回答[23]。2022年の朝日・東大谷口研究室共同調査には「どちらかと言えば反対」と回答[27]。
- 同性婚を可能とする法改正について、2022年のNHKのアンケートで「反対」と回答[23]。
- クオータ制の導入について、2022年のNHKのアンケートで「反対」と回答[23]。
- 緊急避妊薬を処方箋なしで、薬局で買えるようにすることについて、2022年の毎日新聞社のアンケートで「賛成」と回答[24]。
- 2023年2月6日、岸田文雄首相は、荒井勝喜元首相秘書官が2月3日に語った性的少数者への差別発言の報道拡大[28][29]を受け、LGBT理解増進法案の国会提出に向けた準備を自民党の茂木敏充幹事長に指示した[30]。中曽根は2月22日に行われた二階派の会合で、議員立法には「大賛成」と述べつつ、焦点となっている「差別は許されない」という文言を盛り込むことについては懸念を示した。その理由として「例えば、男性の体をしていて、自分は女性だという性自認の人が、女性用のトイレに入ってきた場合に、施設の管理者が出て行くように言うと、差別だと言われ、裁判沙汰になりかねないが、そうした問題が全然議論されていない」と説明した[31]。

### その他
- 当面は財政再建のために歳出を抑えるのではなく、景気対策のために財政出動を行うことにどちらかと言えば賛成（2022年朝日・東大谷口研究室共同調査）[27]。
- アベノミクスについて、2022年の毎日新聞社のアンケートで「当面は継続すべきだ」と回答[24]。
- 「原子力発電への依存度を今後どうするべきか」との問題提起に対し、2022年のNHKのアンケートで回答しなかった[23]。
- 国会議員の被選挙権年齢の引き下げについて、2022年の毎日新聞社のアンケートで「反対」と回答[24]。
- 2016年の米国大統領選挙について「ドナルド・トランプとヒラリー・クリントンのどちらを支持するか」との問いに対し、2016年の毎日新聞社のアンケートで「クリントン」と回答[32]。
- 2016年2月8日、高市早苗総務大臣は、放送局が政治的公平性を欠く放送を繰り返した場合、電波法に基づき電波停止を命じる可能性に言及した[33]。安倍晋三首相は2月15日の衆議院予算委員会で野党の批判に反論し、高市の発言を擁護した[34]。政府の姿勢をどう思うかとの問いに対し、2016年の毎日新聞社のアンケートで「問題とは思わない」と回答[32]。

## 人物

### 統一教会および全国教育問題協議会との関係
- 2004年7月の参院選・群馬県選挙区（改選数2）で、自民党が公認した中曽根と上野公成の2人の現職のうち、統一教会（現・世界平和統一家庭連合）は中曽根を支援した。民主党が擁立した元銀行員の富岡由紀夫がトップで初当選し、中曽根は僅差で上野をかわし、4期目の当選を果たした（上野は落選）。教団創始者の文鮮明は2005年1月16日に韓国で行った説教で、中曽根家が衰退する可能性に触れ、「今回、統一教会のメンバーら300世帯以上が記録的に選挙に参加した。だから当選した。金持ちが一つになって援助をしなければ、切られてしまう。統一教会は怖いところなのだ」と語った[35]。
- 2010年の時点で統一教会関係者だと判明していた人物Aが役員を務める団体[36][37][38][39]である「全国教育問題協議会（全教協）」の機関誌『教育問題16号』（2020年9月刊行）に、寄稿した[40]。Aは、1975年に行われた統一教会の合同結婚式に参加し、韓国人と結婚しており、江利川安栄統一教会会長（第7代）の側近を務めた。2022年現在、Aは統一教会の関連団体の国際勝共連合の幹部も務めている[41]。

### その他
- 父・康弘の韓国人脈を受け継ぐ。元大統領の全斗煥ら韓国政界に強いパイプを持っているとされ、そのために戦後の文相として初めて訪韓することができたと言われる[42]。
- 2021年の自民党総裁選では、高市早苗の支持を表明した[43][44]。9月29日の1回目の投票では高市に1票を投じた[45]。
- 「佐渡島の金山」の世界文化遺産登録の実現を目指す議員連盟で初代会長を務める中曽根[46]と他の議連メンバー20人は、2022年5月の大型連休中に佐渡島の関連施設を視察し、現地の指導員からガイドを受けた[47]。視察初日（5月6日）には花角英世新潟県知事、渡辺竜五佐渡市長、関係省庁らとの意見交換会も行われた[47]。中曽根は視察後、「遺産登録すべきとの思いを強くした」と語った[47]。また、1978年に佐渡島で北朝鮮による拉致被害に遭った曽我ひとみと中曽根ら議連メンバーとの面会も5月7日に行われた[48][49]。
- 2022年7月8日に安倍晋三が死去したあと、神道政治連盟国会議員懇談会の会長を安倍から引き継いだ[50]。

## 家族
- 祖父 中曽根松五郎（材木商）
- 祖父 小林儀一郎（元明治大学教授、理学博士）
- 父 中曽根康弘（元内閣総理大臣）
- 母 中曽根蔦子
- 妻 真理子（旧姓・前川。前川産業社長・前川昭一の長女[51]）
- 長男 中曽根康隆（第48回衆議院議員総選挙で初当選）
- 娘 文子（日本交通株式会社代表取締役会長・川鍋一朗の妻）

## 選挙歴
| 当落 | 選挙                     | 執行日         | 年齢 | 選挙区       | 政党       | 得票数     | 得票率 | 定数 | 得票順位 /候補者数 | 政党内比例順位 /政党当選者数 |
| ---- | ------------------------ | -------------- | ---- | ------------ | ---------- | ---------- | ------ | ---- | ------------------ | ---------------------------- |
| 当   | 第14回参議院議員通常選挙 | 1986年07月06日 | 40   | 群馬県選挙区 | 自由民主党 | 36万4103票 | 34.40% | 2    | 1/4                | /                            |
| 当   | 第16回参議院議員通常選挙 | 1992年07月26日 | 46   | 群馬県選挙区 | 自由民主党 | 28万1834票 | 34.71% | 2    | 1/4                | /                            |
| 当   | 第18回参議院議員通常選挙 | 1998年07月12日 | 52   | 群馬県選挙区 | 自由民主党 | 30万3032票 | 33.72% | 2    | 1/5                | /                            |
| 当   | 第20回参議院議員通常選挙 | 2004年07月11日 | 58   | 群馬県選挙区 | 自由民主党 | 27万6229票 | 30.27% | 2    | 2/4                | /                            |
| 当   | 第22回参議院議員通常選挙 | 2010年07月11日 | 64   | 群馬県選挙区 | 自由民主党 | 55万8659票 | 60.57% | 1    | 1/3                | /                            |
| 当   | 第24回参議院議員通常選挙 | 2016年07月10日 | 70   | 群馬県選挙区 | 自由民主党 | 52万7371票 | 65.96% | 1    | 1/3                | /                            |
| 当   | 第26回参議院議員通常選挙 | 2022年07月10日 | 76   | 群馬県選挙区 | 自由民主党 | 47万6017票 | 63.83% | 1    | 1/5                | /                            |

## 所属団体・議員連盟
- 日本会議国会議員懇談会[10][52]（会長代行）
- 神道政治連盟国会議員懇談会（会長）[50][10][52]
- みんなで靖国神社に参拝する国会議員の会[52]
- 創生「日本」[10][52]（会長代行）
- 親学推進議員連盟（会長）[53]
- 北京オリンピックを支援する議員の会（副幹事長）
- 日韓議員連盟（顧問）[10]
- 日本ホッケー協会（会長）[10]
- 群馬県銃剣道連盟（会長）[10]
- 天皇陛下御即位二十年奉祝国会議員連盟（副実行委員長）
- 自由民主党朝鮮半島問題小委員会（副委員長）
- 自由民主党政務調査会日本の名誉と信頼を回復するための特命委員会（委員長）
- 真の人権擁護を考える懇談会
- ボーイスカウト振興国会議員連盟（副会長）
- 日米国会議員連盟（会長）[10]
- 日本メキシコ友好議員連盟（会長）[10]
- 日本リトアニア友好議員連盟（会長）[10]
- 日本ラトヴィア友好議員連盟（会長）[10]
- 参議院日本ポーランド友好議員連盟（会長）[10][54]
- 参議院ASEAN議員交流推進議員連盟（会長）[10]
- 日本アラブ友好議員連盟（会長）[10]
- しいたけ等特用林産振興議員連盟（会長）[10]
- 歌舞伎振興議員連盟（会長）[10]
- 珠算教育振興議員連盟（会長）[10]
- 幼児教育議員連盟（会長）[10][55]
- 障がい者スポーツ・パラリンピック推進議員連盟（会長）[10]
- 全国温泉振興議員連盟（会長）[10]
- ハンセン病対策議員懇談会（会長）[10]
- 「佐渡島の金山」の世界文化遺産登録の実現を目指す議員連盟（会長）[46][56]
- G7サミット関係閣僚会合群馬開催を目指す国会議員団（会長）[57]

## 支援団体
- 全国たばこ販売政治連盟（2022年参院選組織推薦候補者）[58]

## 秘書
- 山崎学／AIU保険代理 ヤマザキ産業